# Гулять так гулять. Стрелять так стрелять…
«Гулять так гулять. Стрелять так стрелять…» — советский фильм 1990 года по мотивам рассказов Лиона Измайлова «Полуночный ковбой из Ярославля» и «Гавайский вальс», а также по мотивам новеллы Гурама Дочанашвили «В нашем дворе идёт дождь».

## Сюжет
Молодой провинциал приехал в Москву купить лекарство для матери. Но куда не придёт — везде проблемы: рецепт оформлен неправильно, денег не хватает, да ещё и ограбили. Куда бедному податься? Один путь ему предложили — стать «проститутом». Легко сказать, а вот сделать… В итоге он попадает в тюрьму, где в это время подходит к концу срок заключения второго героя фильма. Эдакий Дон Кихот из небольшого грузинского городка уже отсидел свой срок после «маленькой разборки» за большую любовь. И вот теперь бывший фокусник, бывший заключённый, но отчаянно влюблённый, на свободе…

## Актёры
- Мамука Кикалейшвили — Каро
- Игорь Угольников — Вася Петухов
- Мариам Турнашвили — Тея
- Майя Пачуашвили — Розита
- Юрий Васадзе — Сартион
- Анзор Урдия — Ухуты
- Юрий Митрофанов — Киска («голубой»)
- Виталий Леонов — нищий в привокзальном буфете
- Александр Васютинский — следователь
- Игорь Андрианов — продавец антикварного магазина
- Роберт Мушкамбарян — бандит
- Валерий Афанасьев — бандит
- Михаил Бочаров — швейцар гостиницы
- Миша Бочаров (II) — мальчик в переговорном пункте
- Мирза-Ага (Михаил) Ашумов — телерепортёр (в титрах не указан)